# Kuridakhosz

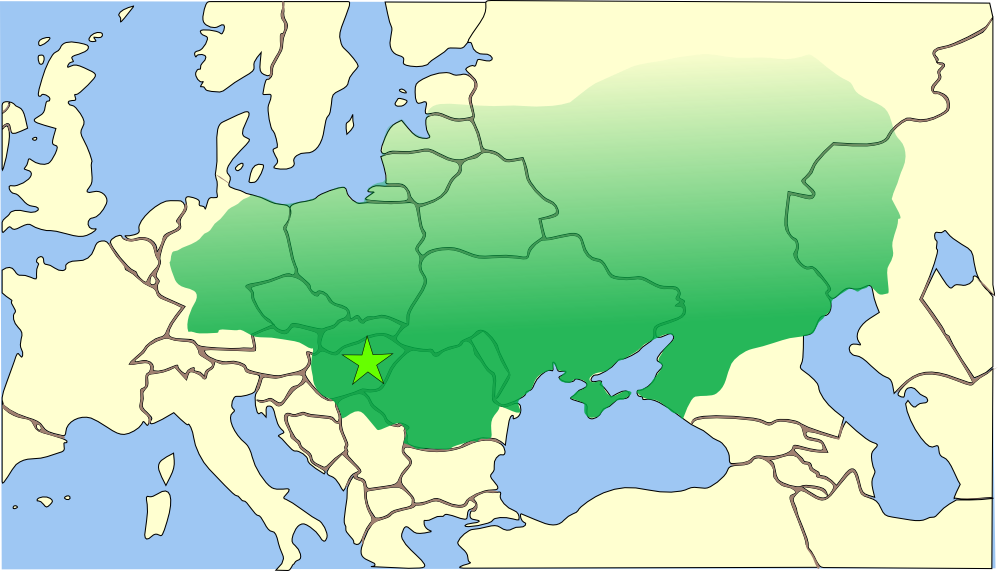
Az európai hunok birodalmának feltételezett kiterjedése Attila halálakor (453)

Kuridakhosz (görög Κουριδαχος, latin Curidachus) az akatzirok 5. században élt vezetője volt, Attila hun király  alattvalója és kortársa.

## Élete
Priszkosz rétor másolatokból ismert műve beszámol arról, hogy a kelet-európai akat(z)irok 448–449 körül fellázadtak a hunok ellen. II. Theodosius (401–450) ugyanis megvesztegette az akatzir törzsfőket, hogy azok elszakadjanak  a hun birodalomtól. Mivel Kuridakhosz csak másodikként kapott ajándékot a császártól, nem első helyen, bepanaszolta a többi vezetőt Attilánál, akinek az Onogesius által vezetett serege végzett az akatzir törzsfőkkel. A győztes hadjárat után Attila a székhelyére hívta az egyetlen életben maradt akatzir vezetőt, Kuridakhoszt, aki visszautasította a személyes találkozót: Priszkosz szerint arra hivatkozott, hogy egy ember nem tudna egy isten szemébe nézni.

## Neve
Többen a Kuridakhosz személynév török eredetét valószínűsítik. Mivel nyelvemlékek híján a hun nyelv besorolása mindmáig eldöntetlen, az akatzir vezető nevének lehetséges etimológiája megerősíti azon nézeteket, melyek különböző török nyelvű népek hun kori betelepedésével számolnak.